# Saint-Fraigne
Saint-Fraigne – miejscowość i gmina we Francji, w regionie Nowa Akwitania, w departamencie Charente.
Według danych na rok 1990 gminę zamieszkiwały 472 osoby, a gęstość zaludnienia wynosiła 15 osób/km² (wśród 1467 gmin regionu Poitou-Charentes Saint-Fraigne plasuje się na 572. miejscu pod względem liczby ludności, natomiast pod względem powierzchni na miejscu 149.).